# Stakčín
Stakčín és un poble i municipi d'Eslovàquia. Es troba a la regió de Prešov, al nord del país.

## Història
La primera referència escrita de la vila data del 1567.

## Demografia
| Godina             | 1994 | 2004   | 2014   | 2024   |
| ------------------ | ---- | ------ | ------ | ------ |
| Nombre de persones | 2460 | 2345   | 2454   | 2351   |
| Diferència         |      | −4,67% | +4,64% | −4,19% |

| Godina             | 2023 | 2024   |
| ------------------ | ---- | ------ |
| Nombre de persones | 2350 | 2351   |
| Diferència         |      | +0,04% |